# アロースター
アロースター (マレー語: Alor Setar) は、マレーシアのケダ州の州都である。

## 概要
タイ国境の南約 45 km に位置し、タイのハジャイから、マレーシア最北端のブキット・カユ・ヒッタム（Bukit Kayu Hitam）経由で西マレーシアへ入国後の最初の大きな町である。バターワースの北約 93 km に位置する。
マレーシア初代首相ラーマンや第4代首相マハティールの生地。
アロースターは2003年12月21日に一般市から特別市に昇格した。

## 観光
- アロースター・タワー (Menara Alor Setar)
- マハティール・ビン・モハマド首相生家
- ケダ州立博物館
- ケダ州立モスク
- 王宮
- Alor Setar Thai temple（華僑とタイ系混血の子孫が中心となり、寄付の上、運営が成り立っているお寺で見応えがある）

## ショッピングセンター
- TESCO （2軒あり、比較的新しい）

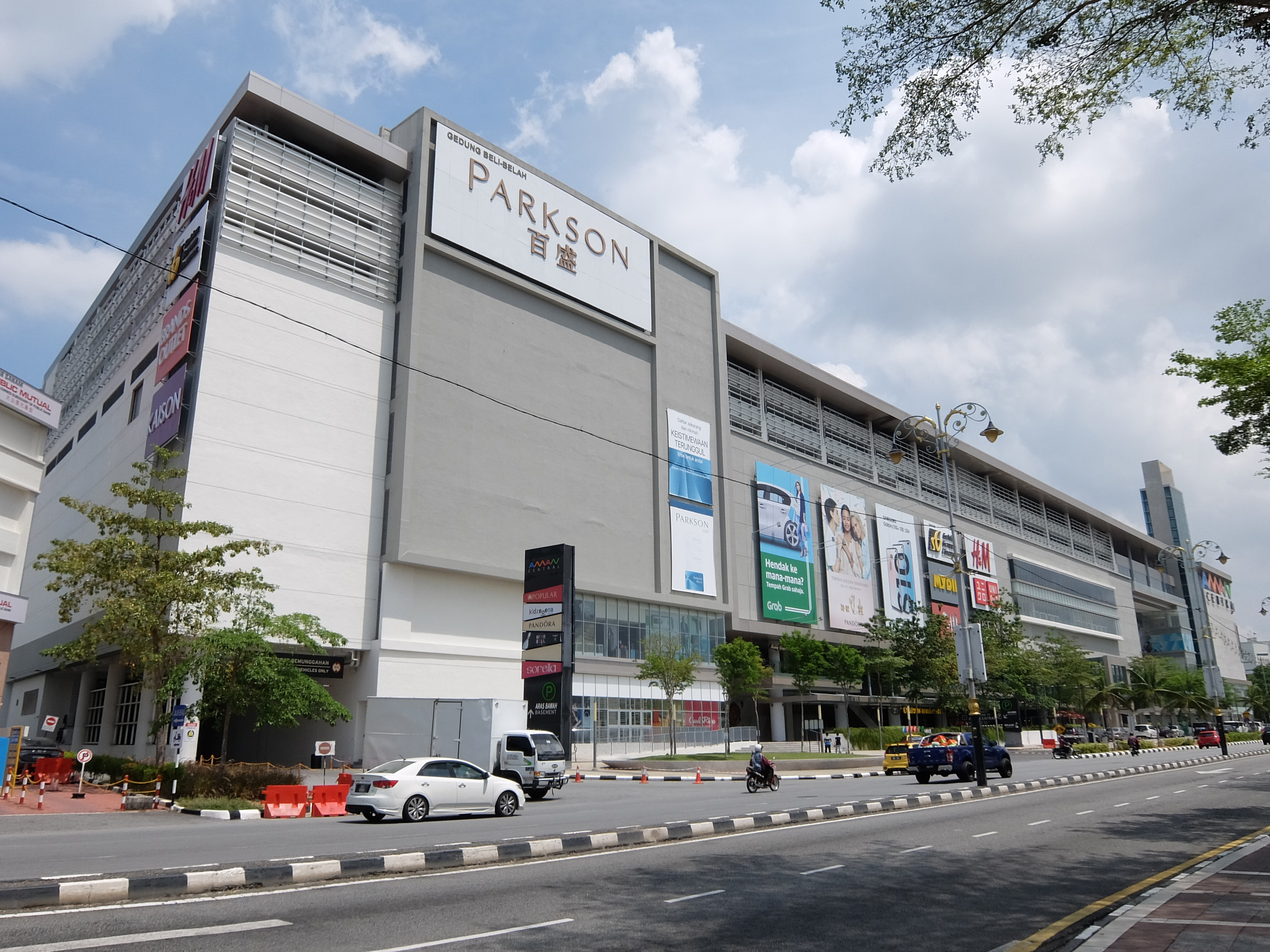
近代的なショッピングモール

- Alor Setar Mall（比較的新しい）
- Pacific（古くからある）
- City Plaza（古くからある）
- Giant（比較的新しいが、超安価の物を目指す客層が中心）
- Aman Central（近代的なショッピングモール）
- Aeon Big
- Sentosa Plaza（IT系のテナントモール）

## 交通

### 空港
- スルタン・アブドゥ・ハリム空港
  - マレーシア航空及びエアアジアが乗り入れているが、通常は便数はあまり多くない。クアラルンプール等での乗り継ぎのタイミングが悪い場合は、ペナン国際空港をバックアップとして使う方法もあるが、陸路で概算150km 程あるため、車等でのアクセスが可能な場合に限る。

### 鉄道

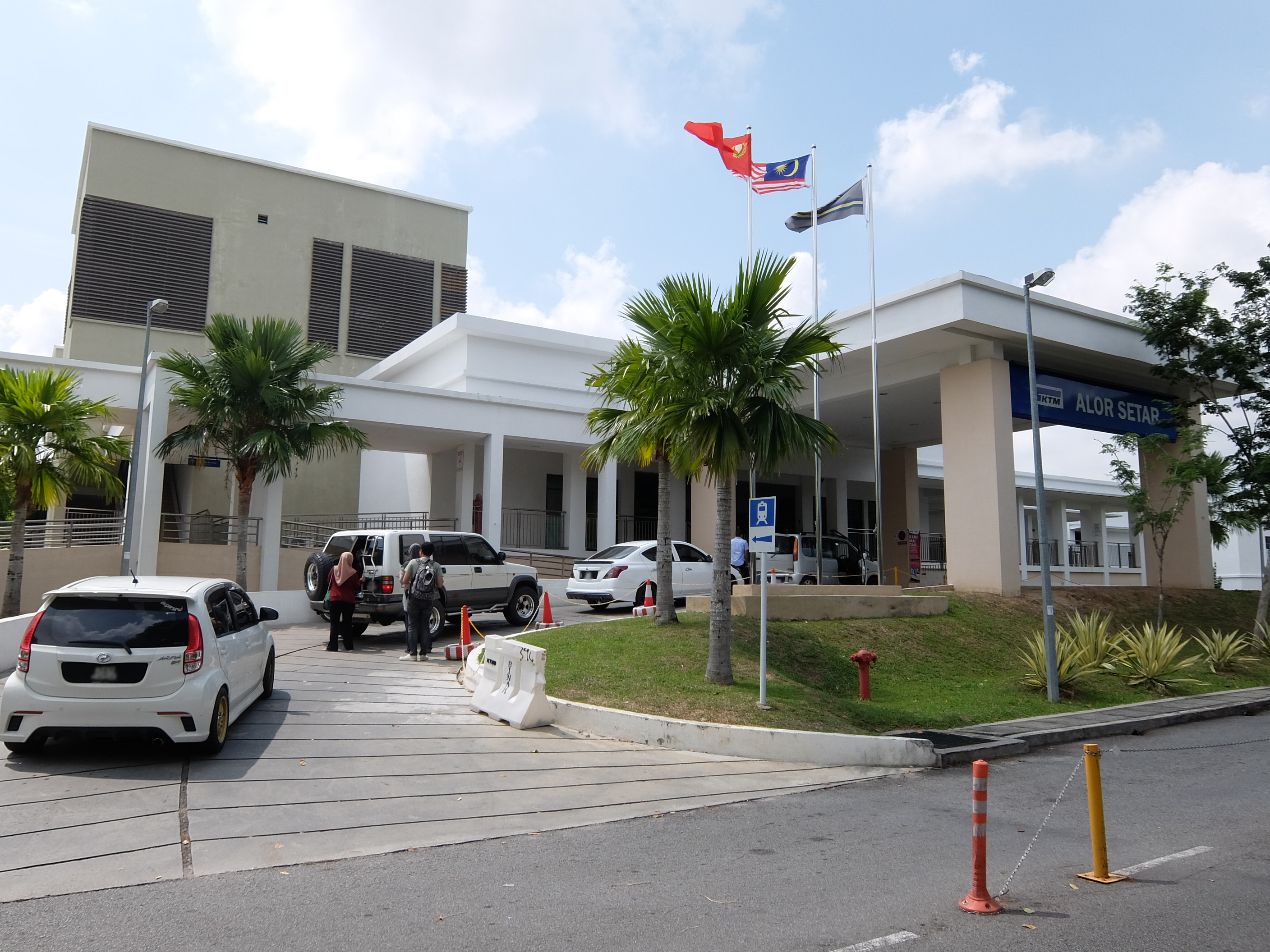
アロー・スター駅

- マレー鉄道ケダ線 - アロー・スター駅

### バス
- 長距離バス・ターミナル

郊外にある。
クアラルンプール、バターワース、イポー、ジョホールなどからのバスが発着する。
ランカウイ島へび玄関口の一つであるクアラ・クダ港のあるクアラ・クダ市へのバスも発着する。

### 道路
- 高速道路はNorth-South Expressway (NSE) に直結しており、SP (Sungai Petani) 、ペナン (Penang) 、イポー (Ipoh) 、KL (Kuala Lumpur) 、JB (Johor Bahru) 、シンガポール (Singapore) までのアクセスが容易である。
- 高速道路以外は、2012年時点ではアロースター市周辺の一般道の道路開発が活発（片側2車線・制限速度80km / h）である。